# Kreatianismus
Der Kreatianismus (von lateinisch creatio, „das Erschaffen“) ist eine christliche Lehre über die Entstehung der Seele, die von dem Kirchenvater Laktanz formuliert und begründet wurde. Sie besagt, dass die Seele dem Menschen nicht von seinen Eltern über die Zeugung vermittelt wird (Generatianismus) und auch nicht vor der Entstehung des Körpers existiert (Präexistenzlehre), sondern zum Zeitpunkt der Zeugung von Gott erschaffen und in den sich bildenden Körper eingefügt wird. Der Kreatianismus hatte aus der Sicht mancher Kirchenväter den Nachteil, dass er nicht wie der Generatianismus die (damals noch nicht so bezeichnete) Erbsünde erklären konnte, die Übertragung der Sündhaftigkeit von Adam und Eva auf ihre Nachkommen, da eine neu geschaffene Seele nicht von der Erbsünde betroffen zu sein schien. Daher konnte sich Augustinus von Hippo nicht zwischen Generatianismus und Kreatianismus entscheiden. Später wurde jedoch der Kreatianismus von der katholischen Kirche zur verbindlichen Lehrmeinung erklärt, die gegenteiligen Ansichten wurden verurteilt. Basierend auf Ps 2,7  wird argumentiert, dass im Moment der Zeugung die neue Persönlichkeit entstanden ist.